# 帯広川
帯広川（おびひろがわ）は、北海道十勝総合振興局管内を流れる十勝川水系の一級河川である。

## 地理
北海道河西郡芽室町と帯広市との境に位置する日高山脈支稜線の帯広岳（標高1,089m）に源を発し、十勝平野を芽室町と帯広市の境界付近に沿って北東に流れる。新帯広川を分けた後、帯広市中心部を東に流れ札内川に合流する。帯広市内ではいくつもの橋がかかっており、市民にはなじみの深い川である。
新帯広川は、増水時の帯広市中心部の被害を防ぐための放水路で、JRの帯広貨物駅の西側で北に分け、直接十勝川に放流している。
十勝支庁舎付近より下流の蛇行していた部分は、河川改修により直線的な流路に変更されている。元の流れが旧帯広川として一部残されている。

## 名称の由来
帯広川が札内川に合流する直前で、幾重にも分流することから、アイヌ語で「オペレペレケプ」（川尻・裂け・裂けている・もの）と呼ばれており、その上部の音を採って、十勝平野の広大さにちなんだ「広」をつけ「帯広」の名称が生まれたとされる。

## 流域の自治体
北海道
河西郡芽室町、帯広市、中川郡幕別町

## 支流
- 雄馬別川
- 新帯広川（分流）
- ウツベツ川

## 主な橋梁
- 山中橋
- 広雄橋
- 共栄橋 - 道道55号 清水大樹線
- 広栄橋
- 上帯広橋 - 道道62号 豊頃糠内芽室線
- 基栄橋
- 昭和橋
- 新栄橋
- 南９線橋
- 北伏古橋
- 北伏古７線橋
- 境橋 - 道道214号 川西芽室音更線
- 西進橋
- 新川橋 - 道道214号 川西芽室音更線
- 開西橋 - 中島通
- 伏古橋 - 道道151号 白樺通り
- 南一線橋 - 柏林台通
- 西20条橋 - 栄通
- 西17条橋 - 道道715号 弥生新道
- 西16条橋
- 西5号橋
- （根室本線）
- 西12条橋 - 共栄通
- 西11条橋
- 宝橋（人道橋）
- 西八条橋
- 西七条橋 - 西南大通
- 西五条橋 - 西５条通
- 西四条橋 - 西４条通
- 西三条橋 - 西３条通
- 西二条橋 - 西２条通
- 西一条橋 - 西１条通
- 大通橋 - 国道236号 北海道ガーデン街道
- 鎮橋 - 国道38号
- 帯広川帯里橋
- 銀輪橋
- （十勝川に流入）